# Аль-Муайяд Ахмед
Аль-Муайяд Ахмад (англ. المؤيد أحمد; 944—1020) — имам зейдитской секты.
Предком аль-Муайяда Ахмада в десятом колене был имам-двунадесятник Хасан ибн Али. Он был учеником Абу Абдалла аль-Басри и qa’i Абд аль-Джаббар, и научный эксперт по концепции Ахль аль-Бейт. Аль-Муайяд Ахмед был признан имамом в Гиляне и Дейлемане в Персии, и был связан с Зайдитским регионом в Йемене. После 1013 года и в течение многих лет в Йеменском Высокогорье не был утверждён местный имам. В Зайдитской историографии, Аль-Муайяд Ахмед иногда числится в списках как таковой, имам Йменского Высокогорья, хотя он никогда не бывал в Йемене. Он умер в Ланге в регионе Дейлеман в 1020 году и его сан наследовал его брат Абу Талиб Яхъя.